# Рей (река)
Рей (англ. Rae River) — река, берущая начало в водах озера Акулиакаттак (англ. Akuliakattak Lake) и впадающая в бухту Ричардсона, залив Коронейшен.
Устье этой реки расположено на северо-западе от деревни Куглуктук в провинции Нунавут. Её берега в течение многих веков были местом проживания подгрупп так называемых «Медных инуитов», в частности, подгруппы канианермиут (также известной как уаллиргмиут, англ. Kanianermiut, Uallirgmiut, жили у истоков реки) и паллирмиут (англ. Pallirmiut, жили у её устья).
Эта река получила своё название в честь известного шотландского исследователя Арктики Джона Рэя.